# Jewhen Budnik
Jewhen Witalijowycz Budnik, ukr. Євген Віталійович Буднік (ur. 4 września 1990 w Łucku) – ukraiński piłkarz, grający na pozycji napastnika lub pomocnika.

## Kariera piłkarska

### Kariera klubowa
Wychowanek klubu Arsenał Charków, barwy których bronił w juniorskich mistrzostwach Ukrainy (DJuFL). 29 lipca 2007 rozpoczął karierę piłkarską w składzie pierwszej drużyny Arsenału. Na początku 2009 został zaproszony do Metalista Charków, w składzie której 15 października 2011 roku debiutował w Premier-lidze. Przez wysoką konkurencję nie potrafił przebić się do podstawowego składu, dlatego w styczniu 2012 został wypożyczony do Worskły Połtawa. 1 czerwca 2012 klub wykupił kontrakt piłkarza. 31 stycznia 2014 został wypożyczony do końca roku do Slovana Liberec. W lipcu 2015 został wypożyczony do końca roku do Metałurha Donieck, a wkrótce po jego rozformowaniu do Stali Dnieprodzierżyńsk. W czerwcu 2016 opuścił Stal. 22 lipca 2016 został wypożyczony do Dynamy Mińsk, w którym grał do końca listopada 2016. 11 stycznia 2017 z przyczyn nieuregulowania wynagrodzenia anulował kontrakt z Worskłą. 11 lutego 2017 przeniósł się do austriackiego Kapfenberger SV. 4 lipca 2017 przeszedł do greckiego AO Platania Chanion. 17 stycznia 2017 przeniósł się do PAS Lamia 1964. 12 stycznia 2019 opuścił grecki klub. 29 stycznia 2019 podpisał kontrakt z Tallinna FCI Levadia, w którym grał do czerwca 2019. 1 września 2019 jako wolny agent zasilił skład Urartu Erywań. 21 stycznia 2020 przeszedł do indonezyjskiego Persita Tangerang.

### Kariera reprezentacyjna
W 2011 bronił barw młodzieżowej reprezentacji Ukrainy.